# 등급 다양체
미분기하학에서 등급 다양체(等級多樣體, 영어: graded manifold)는 국소 자유 등급 가환 대수의 층을 갖춘 매끄러운 다양체이다.

## 정의
등급 다양체는 다음과 같은 데이터로 구성된다.
- 매끄러운 다양체 {\displaystyle M}
- {\displaystyle M} 위의 자연수 등급 대수의 층 {\displaystyle {\mathcal {A}}}. 이는 국소적으로 다음과 같은 꼴이어야 한다.
{\displaystyle {\mathcal {A}}(U)={\mathcal {C}}^{\infty }(U)\otimes \operatorname {Sym} (V)\qquad (U\subseteq M)}

여기서 {\displaystyle V}는 어떤 양의 정수 등급 벡터 공간이며,
{\displaystyle \operatorname {Sym} (V)=\mathbb {R} \oplus V\oplus \operatorname {Sym} ^{2}(V_{2\mathbb {N} })\oplus \bigwedge ^{2}(V_{2\mathbb {N} +1})\oplus \dotsb }
는 이로부터 생성되는 자유 등급 가환 대수이다.
일부 문헌에서 이는 N-다양체(영어: N-manifold)와 같은 이름으로 불리기도 한다.
등급 다양체의 범주를 {\displaystyle \operatorname {grDiff} }라고 표기하자.

## 성질
다음과 같은 망각 함자들이 존재한다.
{\displaystyle \operatorname {grDiff} \to \operatorname {superDiff} \to \operatorname {Diff} }
초다양체의 범주 {\displaystyle \operatorname {superDiff} }로 가는 망각 함자. 이는 {\displaystyle \mathbb {N} } 등급을 {\displaystyle \mathbb {Z} /(2)} 등급으로 잊은 것이다.
{\displaystyle \operatorname {grDiff} \to \operatorname {grVect} _{\mathbb {Z} ^{+}}\to \operatorname {Vect} \to \operatorname {Diff} }
양의 정수 등급의 매끄러운 벡터 다발의 범주 {\displaystyle \operatorname {Vect} _{\mathbb {Z} ^{+}}}로 가는 망각 함자. 이는 오직 등급 1의 성분만을 기억하는 것이다.
이 망각 함자 {\displaystyle \operatorname {grDiff} \to \operatorname {grVect} _{\mathbb {Z} ^{+}}}는 왼쪽 수반 함자를 갖는다. 이 왼쪽 수반 함자는 등급 벡터 다발에 대하여, 이로부터 생성되는 자유 등급 가환 대수를 구조층으로 갖는 등급 다양체를 대응시킨다.

## 같이 보기
- 세르-스완 정리
- 초다양체
- 초대칭

## 참고 문헌
- Roytenberg, Dmitry (2007). “AKSZ-BV formalism and Courant algebroid-induced topological field theories”. 《Letters in Mathematical Physics》 79: 143–159. arXiv:hep-th/0608150.
- Ikeda, Noriaki (2012). “Lectures on AKSZ Topological Field Theories for Physicists” (영어). arXiv:1204.3714.